# Азария, Пьер
Пьер Азария (фр. Pierre Azaria, имя при рожд. Бедрос Азарян, фр. Bedros Azarian; 2 декабря 1865, Каир, Османская империя — 15 июня 1953, Париж, Франция) — французский инженер, предприниматель, создатель компании Alcatel (прежнее назв. Compagnie Générale d’Electricité), одну из первых во Франции предприятий в сфере производства электроэнергии.

## Биография
Родился в Каире, Османская империя 2 декабря 1865 года с именем Бедрос Азарян. Его семья переехала во Францию и вестернизировала фамилию "Азарян", убрав последнюю букву "n".
Будучи главным инженером, он возглавил Electricité de Rouen, небольшую компанию, которая быстро станет лидером по производству электроэнергии во Франции.
Затем Азария в 1898 году создал компанию Compagnie Générale d'Electrcité, которая посредством приобретений в области электроэнергии, производства кабелей, ламп, изоляторов, аккумуляторов, электрооборудования (выключатели, розетки, автоматические выключатели и т. д.), а также аккумуляторов и батарей Tudor стала большой промышленной группой, президентом которого он был с 1929 по 1938 годы.